# Brian Robbins
Brian Robbins, de son vrai nom Brian Levine, né le 22 novembre 1963 à Brooklyn, est un acteur, réalisateur et producteur de cinéma américain. Il devient ensuite directeur de studio.
Il connaît son premier succès avec le film Varsity Blues en 1999. Il continue de réaliser quelques films mais il se spécialise dans la comédie familiale avec Raymond en 2006, Norbit en 2007 puis Appelez-moi Dave en 2008. Son plus gros succès à ce jour est Norbit avec 95,6 millions de $ au US et un total de 159,3 millions dans le monde.
Son film, intitulé A Thousand Words, est sa troisième collaboration d'affilée avec l'acteur Eddie Murphy.

## Biographie
En 2017, il devient président de Paramount Players. En octobre 2018, il quitte ce poste pour la présidence de Nickelodeon. Il devient président de Paramount Pictures depuis septembre 2021,

## Filmographie

### Acteur
- 1983 : K 2000 (série TV) saison 2 épisode 8 Randy
- 1986 : Gladiator (The Gladiator) (TV) : Jeff Benton
- 1986-1991 : Sois prof et tais-toi!
- 1989 : C.H.U.D. 2
- 1999 : Camp Cucamonga

### Producteur
- 2001 : Hot Summer
- 2002 : Méchant Menteur
- 2003 : Les Frères Scott
- 2012 : Le mot de trop (A Thousand Words)
- 2015 : Smosh : The Movie
- 2017 : Le Dernier Jour de ma vie (Before I Fall)
- 2018 : À tous les garçons que j'ai aimés (To All the Boys I've Loved Before)

### Réalisateur
- 1995 : The Show (documentaire)
- 1997 : Good Burger
- 1999 : Varsity Blues
- 2000 : Ready To Rumble
- 2001 : Hardball
- 2004 : The Perfect Score
- 2006 : Raymond
- 2007 : Norbit
- 2008 : Appelez-moi Dave
- 2012 : Mille mots (A Thousand Words)